# God’s Beautiful City
God’s Beautiful City — студийный альбом американского певца Литла Ричарда в жанре госпел, к которому певец впервые обратился в 1958 году. Издан в 1979 году на лейбле World Records, в 1982 году был переиздан на лейбле Black Label Records. Следующий альбом музыканта вышел лишь через 7 лет, став последней новой работой.

## Список композиций
Сторона А
1. There Is Someone (Worse Off Than I Am)
2. If You Got the Lord on Your Side (Everything Will Be Alright)
3. It Is No Secret (What God Can Do)
4. I Surrender All

Сторона Б
1. Little Richard’s Testimony: 1) What Am I Supposed To Do Without Jesus
2. Little Richard’s Testimony: 1) Come By Here, My Lord; 2) God’s Beautiful City